# Halowe Mistrzostwa Świata w Lekkoatletyce 1997 – skok wzwyż mężczyzn
Skok wzwyż mężczyzn – jedna z konkurencji rozgrywanych podczas halowych mistrzostw świata w lekkoatletyce w 1997. Eliminacje odbyły się 8 marca, a finał został rozegrany 9 marca.
Do eliminacji zgłoszonych zostało 33 zawodników z 24 państw. Dwunastka lekkoatletów z najlepszymi wynikami w fazie eliminacji (lub tych, którzy osiągnęli rezultat co najmniej 2,29 m) awansowała do finałowej rywalizacji.
Zawody w tej konkurencji wygrał reprezentant Stanów Zjednoczonych Charles Austin. Drugą pozycję zajął zawodnik z Grecji Lambros Papakostas, trzecią zaś reprezentujący Jugosławię Dragutin Topić.

## Wyniki

### Eliminacje
Grupa A
| Miejsce | Zawodnik              | Państwo           | Wysokość (m) | Wysokość (m) | Wysokość (m) | Wysokość (m) | Wysokość (m) | Wysokość (m) | Wynik końcowy | Uwagi |
| Miejsce | Zawodnik              | Państwo           | 2,10         | 2,15         | 2,20         | 2,24         | 2,27         | 2,29         | Wynik końcowy | Uwagi |
| ------- | --------------------- | ----------------- | ------------ | ------------ | ------------ | ------------ | ------------ | ------------ | ------------- | ----- |
| 1.      | Charles Austin        | Stany Zjednoczone |              |              | O            |              | O            | O            | 2,29          |       |
| 2.      | Steinar Hoen          | Norwegia          |              |              | O            | O            | XXO          | XXO          | 2,29          |       |
| 3.      | Steve Smith           | Wielka Brytania   |              | XXO          |              | XXO          | O            | XXO          | 2,29          |       |
| 4.      | Wolfgang Kreißig      | Niemcy            |              | O            | O            | O            | O            | XXX          | 2,27          |       |
| 5.      | Didier Detchénique    | Francja           |              | XO           | O            | O            | O            | XXX          | 2,27          |       |
| 6.      | Arturo Ortiz          | Hiszpania         |              | O            | O            | O            | XXO          | XXX          | 2,27          |       |
| 7.      | Konstantinos Liapis   | Grecja            | O            | XO           | O            | O            | XXO          | XXX          | 2,27          |       |
| 8.      | Siergiej Kliugin      | Rosja             | O            | O            | O            | O            | XXX          |              | 2,24          |       |
| 9.      | Kwaku Boateng         | Kanada            | O            | O            | O            | XXX          |              |              | 2,20          |       |
| 9.      | Ian Thompson          | Bahamy            |              |              | O            | XXX          |              |              | 2,20          |       |
| 11.     | Jan Janků             | Czechy            | XO           | O            | O            | XXX          |              |              | 2,20          |       |
| 11.     | Konstantin Matusevich | Izrael            |              | XO           | O            | XXX          |              |              | 2,20          |       |
| 13.     | Mark Mandy            | Irlandia          | O            | O            | XO           | XXX          |              |              | 2,20          |       |
| 13.     | Wiaczesław Tyrtysznik | Ukraina           | O            | O            | XO           | XX-          | X            |              | 2,20          |       |
| 15.     | Marko Turban          | Estonia           | XO           | XO           | XXX          |              |              |              | 2,15          |       |
| 16.     | Lee Jin-taek          | Korea Południowa  | O            | XXX          |              |              |              |              | 2,10          |       |

Grupa B
| Miejsce | Zawodnik            | Państwo              | Wysokość (m) | Wysokość (m) | Wysokość (m) | Wysokość (m) | Wysokość (m) | Wynik końcowy | Uwagi |
| Miejsce | Zawodnik            | Państwo              | 2,10         | 2,15         | 2,20         | 2,24         | 2,27         | Wynik końcowy | Uwagi |
| ------- | ------------------- | -------------------- | ------------ | ------------ | ------------ | ------------ | ------------ | ------------- | ----- |
| 1.      | Stefan Holm         | Szwecja              |              | O            | XO           | O            | O            | 2,27          |       |
| 1.      | Charles Lefrançois  | Kanada               |              | O            | O            | XO           | O            | 2,27          | PB    |
| 3.      | Dalton Grant        | Wielka Brytania      |              |              | O            | O            | XO           | 2,27          |       |
| 3.      | Lambros Papakostas  | Grecja               |              |              | O            | O            | XO           | 2,27          |       |
| 5.      | Jarosław Kotewicz   | Polska               |              | O            |              | XO           | XO           | 2,27          |       |
| 6.      | Dragutin Topić      | Jugosławia           |              | O            | XXO          | O            | XO           | 2,27          |       |
| 7.      | Brian Brown         | Stany Zjednoczone    |              |              | O            | O            | XXX          | 2,24          |       |
| 8.      | Tim Forsyth         | Australia            |              |              | O            | XO           | XXX          | 2,24          |       |
| 9.      | Svatoslav Ton       | Czechy               | O            | O            | XO           | XXO          | XXX          | 2,24          |       |
| 10.     | Itai Margalit       | Izrael               |              | O            | XXO          | XXX          |              | 2,20          |       |
| 11.     | Gustavo Becker      | Hiszpania            | O            | O            | XXX          |              |              | 2,15          |       |
| 11.     | István Kovács       | Węgry                | O            | O            | XXX          |              |              | 2,15          |       |
| 13.     | Shigeki Toyoshima   | Japonia              | XO           | XXO          | XXX          |              |              | 2,15          |       |
| 14.     | Hervé Ndi Ndi       | Francja              | O            |              | XXX          |              |              | 2,10          |       |
| 15.     | Elvir Krehmić       | Bośnia i Hercegowina | XXO          | XXX          |              |              |              | 2,10          |       |
| –       | Jean-Claude Rabbath | Liban                |              |              |              |              |              | NM            |       |
| –       | Christian Rhoden    | Niemcy               |              |              |              |              |              | NM            |       |

### Finał
| Miejsce | Zawodnik           | Państwo           | Wysokość (m) | Wysokość (m) | Wysokość (m) | Wysokość (m) | Wysokość (m) | Wysokość (m) | Wysokość (m) | Wynik końcowy | Uwagi |
| Miejsce | Zawodnik           | Państwo           | 2,15         | 2,20         | 2,25         | 2,29         | 2,32         | 2,35         | 2,41         | Wynik końcowy | Uwagi |
| ------- | ------------------ | ----------------- | ------------ | ------------ | ------------ | ------------ | ------------ | ------------ | ------------ | ------------- | ----- |
| 01 !    | Charles Austin     | Stany Zjednoczone |              | O            |              | O            | XO           | XXO          | XXX          | 2,35          |       |
| 02 !    | Lambros Papakostas | Grecja            |              | XO           |              | O            | XO           | XXX          |              | 2,32          | SB    |
| 03 !    | Dragutin Topić     | Jugosławia        |              |              | XO           |              | XXO          | XXX          |              | 2,32          |       |
| 4.      | Charles Lefrançois | Kanada            |              | O            | O            | O            | XXX          |              |              | 2,29          | PB    |
| 5.      | Wolfgang Kreißig   | Niemcy            |              | XO           | O            | XO           | XXX          |              |              | 2,29          |       |
| 6.      | Jarosław Kotewicz  | Polska            |              |              | O            |              | XX-          | X            |              | 2,25          |       |
| 6.      | Steve Smith        | Wielka Brytania   | O            |              | O            |              | XXX          |              |              | 2,25          |       |
| 8.      | Steinar Hoen       | Norwegia          |              | O            | XO           | X-           | XX           |              |              | 2,25          |       |
| 8.      | Stefan Holm        | Szwecja           | O            | O            | XO           |              | XXX          |              |              | 2,25          |       |
| 10.     | Dalton Grant       | Wielka Brytania   |              | X-           | XO           |              | XXX          |              |              | 2,25          |       |
| 11.     | Arturo Ortiz       | Hiszpania         | O            | XO           | XXO          |              | XXX          |              |              | 2,25          |       |
| 12.     | Didier Detchénique | Francja           | O            | XO           | XXX          |              |              |              |              | 2,20          |       |